# André Lenormand (peintre)
Pour les articles homonymes, voir André Lenormand.

Exposition Galerie d'Art L'orient-1988

Caricature- collages papiers- Gabin- 1952

Dessin-encre noire- Pont de Saint-Nazaire- 1976

Peinture- Grand format- André Lenormand

Caricature René Guy Cadou

André Lenormand, dit Len, né aux Moutiers-en-Retz (Loire-Atlantique) le 25 mars 1901, fils d'un douanier, il déménage à Paimboeuf à 2 ans,mort le 6 juin 1993 à Carquefou, est un peintre et caricaturiste français.

## Biographie
Resté autodidacte, pour incompatibilité d'humeur avec l'école (en général). Il est resté « à l'école huit jours ; le temps de se rendre compte qu'on y apprend tout excepté l'essentiel : le métier. Monsieur Ingres disait : la naïveté ».
Il devient dessinateur de presse en 1951 à Ouest-France et en sort en 1977. Il a couvert Deauville durant 27 ans.
En 1952, il obtient le Grand prix de la Fondation Rothschild de Londres.
En 1953, il obtient le Prix de la sélection de la Biennale de Menton.
En 1958, il découvre l'œuvre de Bissière et lui voue une admiration que sa propre peinture répercute.
De 1942 à 1973, il expose épisodiquement à Paris, au Salon de Société nationale des beaux-arts, dont il est Sociétaire.
1955- Prix du Rotary Club
1955- Lauréat de la Biennale de Menton- Médaille d'or
1963- Prix de la sélection Ouest de la Biennale de Menton
Entre 1956 et 1967, il expose plus régulièrement de nouveau à Paris au Salon Comparaisons.
1968- Prix Pineau-Chaillou de la ville de Nantes.
1974- le Musée de Nantes lui consacre une exposition personnelle.
1988- André Lenormand- Galerie d'Art contemporain "Espace L'orient"- 1988
2002- Exposition "une décennie d'artistes à Chateaubriant de 1940 à 1950"- Office du tourisme- Chateaubriant- Yves Cosson - Jean Fréour- René Guy Cadou- Guy Bigot- Arsène Brémont- Jules Daniel- Yves Trévedy- André Lenormand.
D'abord surréalisant, il se voue ensuite aux paysages de sa Bretagne natale, qu'il transpose : Ouessant, Saint-Guénolé, les côtes de granit rose. L'influence de Bissière -le fait évoluer à l'abstraction, qu'il pratique en continuant à se laisser guider par le côté minéral des choses.
" Peindre, j'ai contracté ce mal à Paimboeuf, sur les bords de la Loire, cette large rivière sale, qui prend parfois, sous d'incroyables lumières, des airs de grande dame. Et je me demandais de quelles couleurs elle se parait, et d'où venait ce mystère" - Esquisse de LEN, catalogue exposition Musée des Beaux Arts- Nantes du 25 octobre au 26 novembre 1974.
"Je suis un artisan et le seul lien qui relie toutes ces toiles, qu'elles fussent autrefois figuratives, devenues abstraites, c'est l'amour du métier et de la chose bien faite. C'est peut-être la récompense des gens qui ne sont pas pressés et pour qui peindre veut encore dire quelque chose" André Lenormand-  Art Actuel musée de Tessé- Le Mans
"Sous la visière d'une casquette pied de poule, derrière les lunettes, le regard de LEN vous épingle avec un brun de gouaille, un soupçon de malice, un zeste de délicatesse. Le crayon à la boutonnière, l'œil malin, l'air réjoui, il vous encadre, il vous ficelle du ruban de ses rêves" Yves Cosson- poète et universitaire français.
" On parle beaucoup actuellement des peintres de la réalité confondant à plaisir apparence et réalité. Il me plait de saluer en LENORMAND un admirable peintre de la réalité, c'est-à-dire de la Vérité, une vérité difficile accrochée aux dures parois de l'âme" René Guy Cadou

## Œuvres

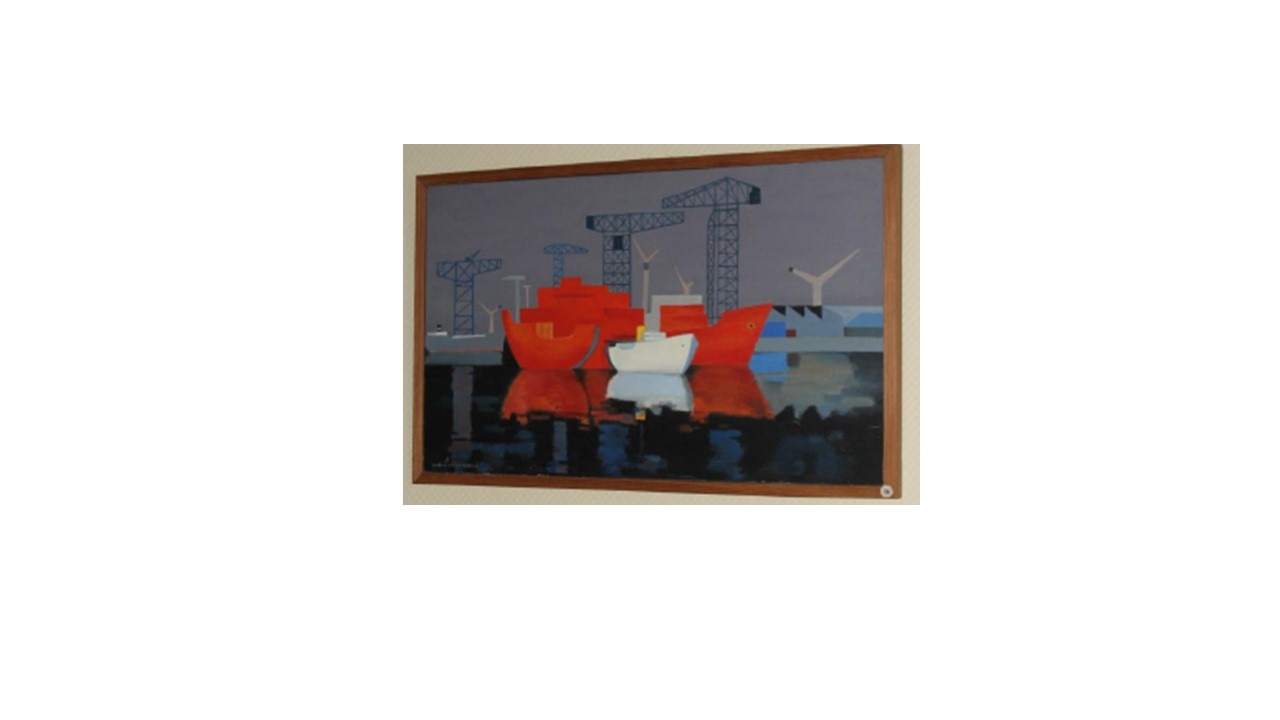

- Thème et variations - 1re et 2e séries - 1973-1974
- Portraits25 ans de Grosses Têtes à Deauville- Caricatures et pensées de LENPortraits- Jean Gabin- Gueule d'amour- Huile sur toile-1973Portrait: Huile sur toile

25 ans de Grosses Têtes à Deauville- Caricatures et pensées de LEN

Portraits- Jean Gabin- Gueule d'amour- Huile sur toile-1973

Portrait: Huile sur toile

- Autoportrait caricatures- papiers découpés

Dessin- caricature- Brassens- 1961

- Caricatures
- Dessins à l'encreDessin- caricature- Brassens- 1961Autoportrait Len - caricature-

Autoportrait Len - caricature-

## Expositions et rétrospectives
- 1948- Nantes Galerie Bourlaouën - expositions d'œuvres André Lenormand- Bigot- Trevedy
- Août 1956- Galerie SEM- Deauville-Personnalités du Deauville d'hier et d'aujourd'hui vues par Sem, Siss, Don, LEN...
- Octobre 1956- Galerie Beaux-Arts-Rennes- LEN- dessinateur de Presse-
- 1957- 14 au 31 mars- Maison de la Bretagne- Paris- les papiers découpés de LEN
- Mars 1959- Paimboeuf- Expositions-dessins- peintures- papiers découpés
- 1961- 12 peintres de l'Ecole de Nantes- Amis du musée de Nantes
- 1962- Galerie Bourlaouën-Nantes-André Lenormand- Peintures- Décembre
- 1962- Groupe Artistique- 38è exposition- André Lenormand- peintures- Saint-Nazaire
- 1973- André Lenormand dit LEN- Galerie Katia Granoff- Paris- Décembre
- 1974- Octobre- le Musée des beaux-arts de Nantes consacre à André Lenormand une exposition importante, puisque 130 tableaux sont exposés[5] (voir également bibliographie).
- 1975- André Lenormand "un journaliste pas comme les autres"- Chapelle Saint-Fiacre- Guidel
- 1988- Bobines de LEN- Galerie Moyon-Avenard- Passage Pommeraye- Nantes
- 1987- LEN 60 ans de Peintures- La Baule-Palais des congrès
- En 1994, il est l'invité d'honneur du salon organisé par Société lorientaise des beaux-arts.
- En 2007, il fait partie de l'hommage rétrospectif organisé par Société lorientaise des beaux-arts.

## Sources
- Dictionnaire Bénézit, Dictionnaire des peintres, sculpteurs, dessinateurs et graveurs, vol. 8, éditions Gründ, janvier 1999, 13 440 (ISBN 978-2-7000-3010-5), p. 517
- Stéphane Pajot, « Qui se souvient de Len ? », Presse-Océan,‎ 16 avril 2008 (ISSN 1144-3596, lire en ligne)
- Stéphane Pajot, « Émile Boutin se souvient de Len », Presse-Océan,‎ 27 avril 2008 (ISSN 1144-3596, lire en ligne)
- Stéphane Pajot, « Le gotha nantais par l'image ! », Presse-Océan,‎ 16 août 2009 (ISSN 1144-3596, lire en ligne)
- Catalogue André Lenormand - exposition Musée des Beaux Arts - Ville de Nantes du 25 octobre au 26 novembre 1974
- Collection privée- André Lenormand- lettres- articles- photos- livrets-peintures- caricatures
- Ouest-France- article de Loïc Tissot- 05/12/2015- D'élégantes bobines de LEN à  découvrir à Larmor-
- Ouest-France- LEN a croqué le gotha nantais pendant 25 ans.